# Misantropia

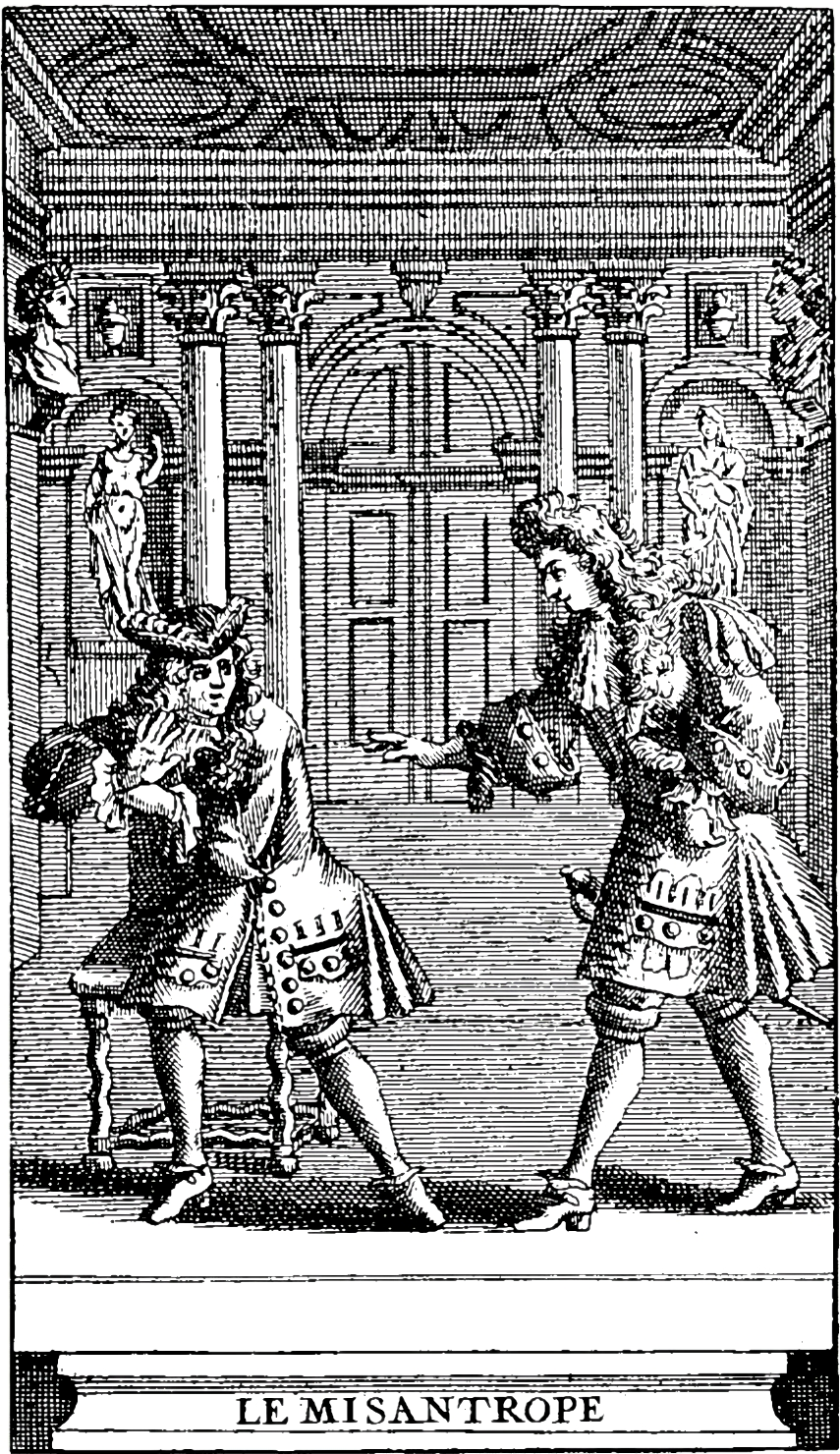
Gravura da edição de 1719 de Le Misanthrope.

Misantropia é o ódio, a antipatia, a desconfiança ou o desprezo geral pela espécie humana, pelo comportamento humano ou pela natureza humana. Seu antônimo é a filantropia.
Um misantropo é alguém que tem tais opiniões ou sentimentos. A palavra tem sua origem nas palavras gregas μῖσος (mīsos, ódio) e ἄνθρωπος (ānthropos, homem, humano). A misantropia envolve uma atitude avaliativa negativa em relação à humanidade que se baseia em um julgamento negativo sobre os defeitos da humanidade. Estes defeitos são vistos como ubíquos, ou seja, possuídos por quase todos em um grau sério e não apenas por alguns casos extremos. Eles também são considerados entrincheirados, o que significa que não há maneira ou não é fácil retificá-los a menos que haja uma transformação completa do modo de vida dominante.
Os principais defeitos apontados pelos misantropos incluem defeitos intelectuais, defeitos morais e defeitos estéticos. Defeitos intelectuais, como o pensamento ilusório, o dogmatismo, a estupidez e os vieses cognitivos, são o que leva a falsas crenças, o que obstrui o conhecimento ou o que viola as exigências da racionalidade. Defeitos morais, como crueldade, indiferença ao sofrimento dos outros, egoísmo e covardia, são frequentemente identificados com tendências a promover o que é mau ou com atitudes inadequadas em relação aos valores. Defeitos estéticos dizem respeito à fealdade e incluem aspectos feios da vida humana, a fealdade causada pelas atividades humanas e a falta de sensibilidade à beleza. Os defensores da misantropia frequentemente se concentram em defeitos morais e fornecem vários exemplos das suas manifestações, como assassinatos em massa, a pecuária industrial e a poluição do meio ambiente. Os opositores respondem a isto apontando que os graves defeitos morais são manifestadas apenas por poucas pessoas com doenças mentais ou em circunstâncias extremas, o que é negado pelos misantropos. Outra consideração importante para argumentos baseados nos defeitos é que eles destacam apenas um lado da humanidade, enquanto as atitudes avaliativas devem levar em conta todos os lados. Outros argumentos contra a misantropia baseiam-se não em se essa atitude reflete adequadamente o valor negativo da humanidade, mas nos custos de aceitar uma posição associada ao ódio, para o indivíduo e para a sociedade em geral. Os defensores responderam a isso mostrando como uma perspectiva misantrópica pode levar a várias formas diferentes de vida. Enquanto algumas delas são baseadas no ódio e podem levar à violência, outras se concentram mais no medo e na retirada da influência negativa. Outras alternativas incluem a resignação e o ativismo alimentado pela esperança de provocar uma transformação radical.
A misantropia figura em várias obras de arte e filosofia. Está intimamente relacionada, mas não idêntica, ao pessimismo filosófico, que envolve uma atitude negativa não apenas para a humanidade, mas para a vida como um todo. Considerações misantrópicas têm sido usadas como argumento a favor do antinatalismo, a posição de que chegar à existência é má e que, portanto, os seres humanos têm o dever de se abster da procriação.

## Definição
A misantropia (uma palavra de origem do século XVII, do grego misanthrōpos) é tradicionalmente definida como ódio ou desconfiança da humanidade. Mas tem sido argumentado na filosofia contemporânea que esta caracterização não se ajusta a todos aqueles rotulados como misantropos. Nesta visão, uma definição mais abrangente vê a misantropia como uma avaliação negativa da humanidade como um todo, baseada nos vícios e defeitos da humanidade. Esta avaliação negativa pode se expressar de várias formas, o ódio é apenas uma delas. Neste sentido, a misantropia tem um componente cognitivo: a sua atitude negativa em relação à humanidade é baseada em um julgamento negativo sobre a humanidade, não é apenas uma aversão cega.
Um aspecto importante de todas as formas de misantropia é que seu alvo não é local, mas ubíquo. Portanto, a atitude negativa não é dirigida apenas a algumas pessoas individuais ou grupos de pessoas, mas à humanidade como um todo. Isso distingue os misantropos de grupos como racistas, misóginos e misandristas, que mantêm uma atitude negativa em relação a certas raças ou gêneros, respectivamente. Portanto, estas formas de discriminação e intolerância não são características gerais dos misantropos. Tanto os misantropos quanto seus críticos concordam que as características negativas e os defeitos não são distribuídos igualmente, ou seja, que os vícios e as más características são exemplificados muito mais fortemente em alguns do que em outros. Mas a avaliação negativa da humanidade pelos misantropos não se baseia em alguns casos extremos e excepcionais: é uma condenação da humanidade como um todo, incluindo os casos mais comuns. Devido a este foco no ordinário, às vezes é considerado que os defeitos são óbvios e abertos à vista de todos, mas devido aos defeitos intelectuais, as pessoas tendem a ignorá-los ou mesmo elogiá-los como virtudes. Alguns veem os defeitos como parte da natureza humana como tal. Outros também baseiam sua visão em defeitos não essenciais, ou seja, no que a humanidade se tornou. Isso inclui defeitos vistos como sintomas da civilização moderna em geral. No entanto, ambos os grupos concordam que os defeitos relevantes estão "entrincheirados": ou não há maneira de retificá-los ou não é fácil, seria necessária nada menos que uma transformação completa do modo de vida dominante, se isso é possível.

## Formas de defeitos humanos
Um aspecto central da misantropia é que sua atitude negativa em relação à humanidade é baseada em defeitos humanos. Vários misantropos forneceram extensas listas de defeitos, incluindo crueldade, ganância, egoísmo, desperdício, dogmatismo, autoengano e insensibilidade à beleza. Estes defeitos podem ser categorizados de várias maneiras. Os textos religiosos tradicionais tendem a focar em defeitos espirituais, como a impiedade. Mas na literatura acadêmica contemporânea sobre o tema, o foco está mais nos defeitos intelectuais, defeitos morais e defeitos estéticos. Embora todas essas formas tenham algum peso para justificar uma perspectiva misantrópica, muitas vezes se sustenta que os defeitos morais são as mais graves, por exemplo, no que diz respeito ao tratamento humano dos animais.
Os defeitos intelectuais dizem respeito às nossas capacidades cognitivas. Podem ser definidos como o que leva a falsas crenças, o que obstrui o conhecimento ou o que viola as exigências da racionalidade. Incluem vícios intelectuais, como a arrogância, o pensamento ilusório o dogmatismo, a estupidez e a credulidade, e vieses cognitivos, como o viés de confirmação, o viés da autoconveniência, o viés de retrospectiva e o efeito de ancoragem. Os defeitos intelectuais podem funcionar em conjunto com todos os tipos de vícios: podem enganar alguém de que tem um certo vício e assim impedi-lo de lidar com ele e melhorar a si mesmo. Uma pessoa cruel, por exemplo, pode se convencer a si mesma, motivada por pensamento ilusório, de que não está sendo cruel, mas firme. Considerações semelhantes levaram algumas tradições a ver os defeitos intelectuais, por exemplo, a ignorância, como a raiz de todos os males.
Mas a abordagem mais comum na literatura misantrópica é localizar os defeitos mais graves da humanidade no nível moral.  Os vícios morais são frequentemente identificados com tendências a promover o que é mau ou com atitudes inadequadas em relação aos valores. Incluem crueldade, indiferença ao sofrimento dos outros, egoísmo, preguiça moral, covardia, injustiça, ganância e ingratidão. Os danos causados por esses vícios podem ser divididos em três categorias: danos causados diretamente a outros seres humanos, danos causados diretamente aos animais e danos causados indiretamente tanto aos seres humanos quanto aos animais por danos ao meio ambiente. Exemplos para estas categorias incluem o Holocausto, a pecuária industrial e a poluição que causa alterações climáticas, respectivamente.
Os defeitos estéticos não são normalmente atribuídos à mesma importância que os defeitos morais e intelectuais, mas eles também têm algum peso para considerações misantrópicas. Estes defeitos estão relacionados à beleza e à fealdade. Dizem respeito a aspectos feios da própria vida humana, como defecação e envelhecimento, fealdade causada pelas atividades humanas, como poluição e lixo, e atitudes inadequadas em relação a aspectos estéticos, como a insensibilidade à beleza.

## Argumentos a favor e contra
Vários argumentos a favor e contra a adoção de uma perspectiva misantrópica foram apresentados. Os proponentes geralmente se concentram em várias formas de defeitos humanos, como os discutidos na última seção, junto com exemplos de quando exercem suas influências negativas. Os oponentes frequentemente respondem a tais exemplos, apontando que são manifestações individuais extremas de defeitos humanos, seja por parte de perpetradores mentalmente doentes ou por pessoas normais em circunstâncias extremas, que não refletem a humanidade em geral e, portanto, não podem justificar a atitude misantrópica. Portanto, embora haja casos de extrema brutalidade humana, como os assassinatos em massa cometidos por ditadores, listar tais casos não é suficiente para condenar a humanidade em geral. Os misantropos responderam a esse tipo de argumento de várias maneiras. Alguns sustentam que os defeitos subjacentes estão presentes em todos, mesmo que atinjam sua forma mais extrema de manifestação apenas em alguns poucos. Outros apontam que muitas pessoas comuns são cúmplices em sua manifestação, por exemplo, apoiando os líderes políticos que os cometem, mesmo que não as tenham cometido diretamente. Outra abordagem é focar não nos grandes casos extremos, mas nas manifestações ordinárias em pequena escala dos defeitos humanos, como mentir, enganar, quebrar promessas ou ser ingrato.
Um problema diferente para argumentos baseados em defeitos humanos é que eles apresentam apenas um lado da humanidade, enquanto as atitudes avaliativas devem levar em conta todos os lados. Assim, pode ser o caso de que, apesar de terem vícios muito graves, os humanos também possuam virtudes igualmente importantes que compensem seus defeitos. Embora seja difícil fazer tais comparações em grande escala, os misantropos argumentaram que, pelo menos para subcampos importantes, como o tratamento de animais por humanos, o equilíbrio é claramente contra os humanos.
Alguns argumentos contra a misantropia não se baseiam em se essa atitude reflete adequadamente o valor negativo da humanidade, mas nos custos de aceitar tal posição, para o indivíduo e para a sociedade em geral. Isto é especialmente relevante se a misantropia estiver associada a um ódio à humanidade, que pode se transformar facilmente em violência contra instituições sociais e outros seres humanos e pode resultar em muitos danos. Em relação ao indivíduo misantrópico, argumentou-se que a misantropia torna o indivíduo miserável e sem amigos e, portanto, nos priva da maioria dos prazeres. Os defensores apontaram que a misantropia não está necessariamente conectada ao ódio, à violência e à falta de amigos, ou seja, que há várias outras formas misantrópicas de vida que evitam estes argumentos.

## Formas misantrópicas de vida
Embora a misantropia seja baseada em um julgamento negativo da humanidade, ela não se restringe apenas a uma opinião teórica. Em vez disso, envolve uma atitude avaliativa que exige uma resposta prática. Isto é realizado em diferentes formas de vida que vêm com diferentes emoções dominantes e várias consequências práticas sobre como levar a vida. Estas respostas à misantropia às vezes são apresentadas através de protótipos simplificados que podem ser demasiado grosseiros para captar com precisão a vida mental de uma pessoa em particular, mas, em vez disso, visam retratar atitudes comuns entre grupos de misantropos. As duas respostas mais comumente associadas à misantropia são a destrutiva e a fugitiva. Diz-se que o misantropo destrutivo é movido pelo ódio à humanidade e visa derrubá-la, com violência, se é necessário. Para o misantropo fugitivo, o medo é a emoção dominante e leva o misantropo a buscar um lugar isolado para evitar o contato corruptor com a civilização e a humanidade tanto quanto possível. A literatura misantrópica contemporânea também identificou dois outros tipos menos conhecidos de estilos de vida misantrópicos: a resposta ativista e quietista. O misantropo ativista é impulsionado pela esperança, apesar de sua avaliação negativa da humanidade. Esta esperança se baseia na ideia de que é possível e viável para a humanidade se transformar e o ativista trabalha ativamente em direção a este ideal. O misantropo quietista, por outro lado, adota uma abordagem mais pessimista em relação ao que o indivíduo pode fazer para provocar esta transformação. Em contraste com as reações mais radicais das outras respostas mencionadas, se resigna à aceitação silenciosa e à evitação em pequena escala.

## Conceitos relacionados

### Pessimismo filosófico
A misantropia está intimamente relacionada, mas não idêntica, ao pessimismo filosófico. O pessimismo filosófico é a visão de que a vida como um todo não vale a pena ser vivida ou que o mundo em geral é um lugar mau, por exemplo, porque não tem sentido e está cheio de sofrimento. Esta visão talvez seja melhor exemplificada por Arthur Schopenhauer. O pessimismo filosófico é muitas vezes acompanhado pela misantropia, ao sustentar que a humanidade também é má e talvez parcialmente responsável pela maldade do mundo. Mas as duas visões não implicam uma à outra e podem ser mantidas separadamente. Um pessimista não misantrópico pode sustentar, por exemplo, que os seres humanos são apenas vítimas de um mundo terrível, mas não têm culpa por ele. Os eco-misantropos, por outro lado, podem afirmar que o mundo e sua natureza são valiosos, exceto pela influência negativa e destrutiva da humanidade.

### Antinatalismo
O antinatalismo é o ponto de vista de que chegar a existir é o mal e que, portanto, os seres humanos têm o dever de se abster da procriação. Um argumento importante para o antinatalismo é o argumento misantrópico. Ele vê os defeitos profundos dos humanos e sua tendência a causar danos tanto a outros humanos quanto aos animais como uma razão para evitar criar mais humanos. Estes danos incluem guerras, genocídios, pecuária industrial e danos causados ao meio ambiente. Este argumento contrasta com os argumentos filantrópicos, que se concentram no sofrimento futuro do ser humano que está por chegar a existir.